# 1314 Paula
1314 Paula este un asteroid din centura principală, descoperit pe 16 septembrie 1933, de Sylvain Arend.